# Aktuar
 Ikke at forveksle med Aktuator.
En aktuar er kandidat i forsikringsmatematik og har den akademiske titel candidata/candidatus actuariae, forkortet cand.act. Uddannelsen findes i Danmark udelukkende på Københavns Universitet og er normeret til 5 år.
Det centrale indhold i uddannelsen er udover forsikringsmatematik grundlæggende matematik, statistik og sandsynlighedsregning. Derudover figurerer fag som økonomi og jura i mindre omfang.
Jobbet som aktuar er et af de bedst betalte jobs i Danmark. Jobbet som aktuar er rangeret som nummer 1 på listen over de mulige faglærte uddannelser i Danmark, hvor der tages højde for livsløn, break-even alder i forhold til uddannede arbejde samt arbejdsløshed, hvor aktuarer fører stort over eksempelvis Ph.d. som speciallæger og statsvidenskab .